# Scopula latimediata
Scopula latimediata är en fjärilsart som beskrevs av Fletcher 1958. Scopula latimediata ingår i släktet Scopula och familjen mätare. Inga underarter finns listade.